# Roppener Tunnel

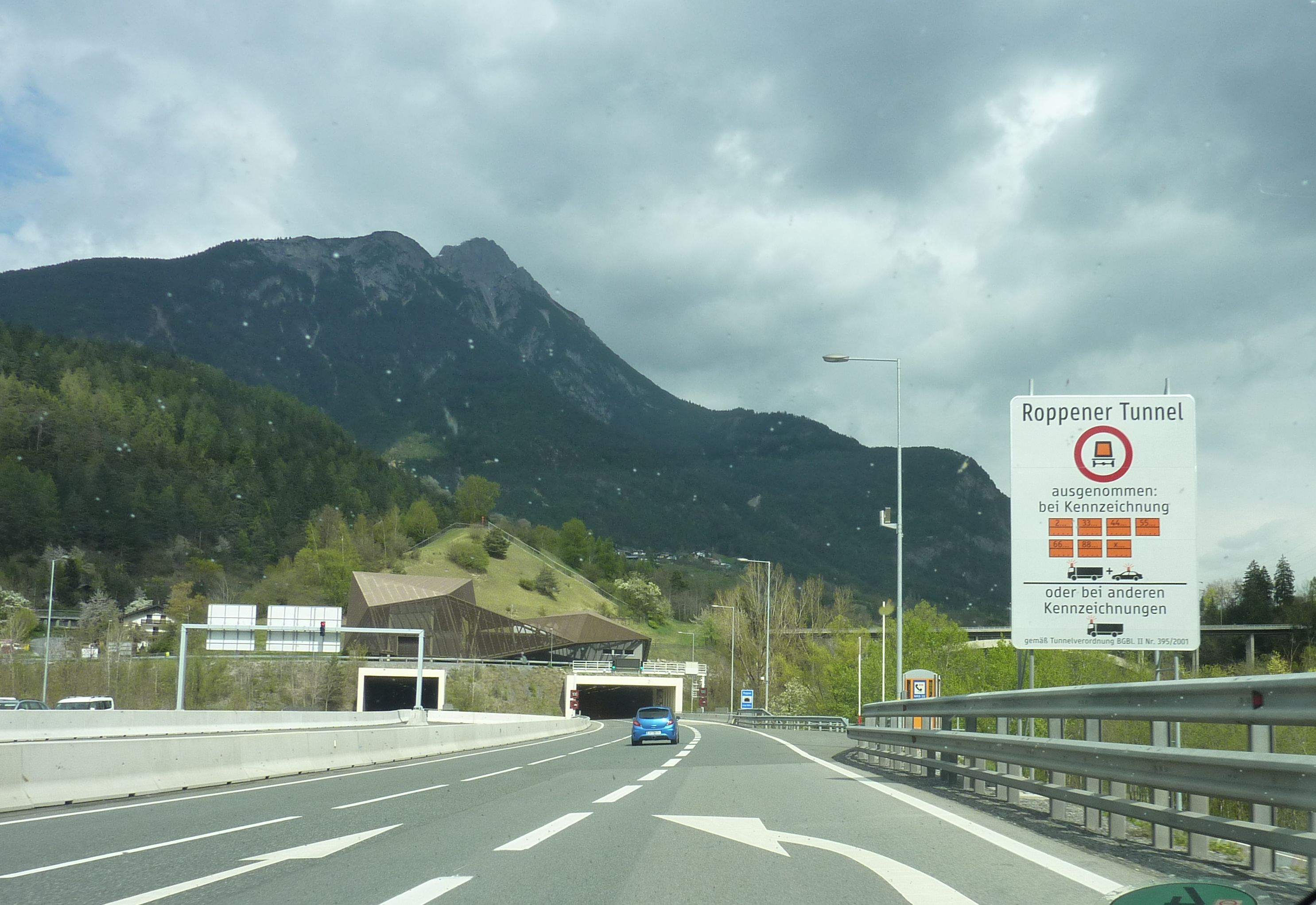
Roppener Tunnel

De Roppener Tunnel is een 5095 meter lange autotunnel op de Inntal Autobahn (A12) in de Oostenrijkse deelstaat Tirol. De tunnel, vernoemd naar de plaats Roppen (gelegen aan de oostelijke uitgang van de tunnel), moet een snelle toegang verschaffen vanaf de Arlberg richting Innsbruck en het verkeer rondom Roppen en Karres ontlasten. Aan het westelijke uiteinde is de stad Imst gelegen. De tunnel loopt onder het dorp Karrösten en de voet van de Tschirgant door. De tunnel bestond aanvankelijk uit één tunnelbuis, die 6 juli 1990 werd geopend voor het verkeer. Sinds de zomer van 2006 is er gewerkt aan een tweede tunnelbuis door het bouwbedrijf dat verantwoordelijk is voor de onderhoud van de tunnel, Asfinag Alpenstraßen GmbH. Deze werd op 23 september 2009 vrijgegeven voor het verkeer, waarna de eerste tunnel werd afgesloten voor renovatie.
De maximale doorrijhoogte van de tunnel is 4,50 meter. Bij een versperring van de tunnel (bijvoorbeeld door een ongeval) wordt het verkeer omgeleid via de Tiroler Straße (B171).